# Kaldejska katolička Crkva
Kaldejska katolička Crkva (klasični sirski: ܥܕܬܐ ܟܠܕܝܬܐ ܩܬܘܠܝܩܝܬܐ, ʿītha kaldetha qāthuliqetha) je jedna od istočnih katoličkih crkava istočnog obreda, raširena po Iraku, Iranu, Libanonu, Siriji i Turskoj (i još nekim zemljama), trajno ujedinjena s Katoličkom Crkvom od 1830., a povremeno još od 1552. godine. Crkva ima oko 500.000 vjernika, a to su ponajviše ljudi kaldejskog podrijetla, a sjedište joj je u Bagdadu.

## Povijest
Kršćanstvo u Mezopotamiji i Perziji datira još od kraja 2. stoljeća. Pretkalcedonske Crkve Bliskog istoka prihvatile su nestorijanstvo u 5. stoljeću, herezu koja je tvrdila da je Isus postojao kao dvostruka ličnost - Isus čovjek i Isus Sin Božji. Još od početka 13. stoljeća brojni katolički redovnici prije svega dominikanci i franjevci, bili su aktivni među vjernicima Asirske Crkve istoka, oni su uspijevali preobratiti tek pokojeg prelata i uspostaviti privremena jedinstva s pojedinim zajednicama.
Sredinom 15. stoljeća u Asirskoj Crkvi zavladao je običaj da se položaj patrijarha obiteljski nasljeđuje.
Kad je na taj način 1552. izabran novi patrijarh, jedna grupa nezadovoljih biskupa odbila ga je prihvatiti, pa su se organizirali i izabrali dotadašnjeg samomstanskog igumana Juhanana Sulakua kao svog patrijarha i poslali ga u Rim kako bi zatražio pomoć i uniju s Katoličkom Crkvom. Početkom 1553. papa Julije III. proglasio ga je patrijarhom Kaldejaca pod imenom Simon VIII. i nakon toga 9. travnja 1553. titularnim biskupom Bazilike sv. Petra.
Novi patrijarh vratio se u domovinu krajem 1553. i počeo provoditi reforme, ali je naišao na žestok otpor naročito od strane sirijskog partijarha. Tako da ga je amadijski paša zatvorio i na kraju ubio u siječnju 1555.
Unije s Vatikanom obnavljane su 1672., 1771. i 1778., ali su i raskidane sve do 1830., kada je uspostavljeno čvrsto jedinstvo koje traje do današnjih dana.Tako da od 1830. do danas postoji neprekinuta linija babilonskih patrijarha. Prva rezidencija kaldejskih patrijarha bio je manastir Rabban Hormizd na sjeveru Iraka, zatim je preseljena u Mosul, te konačno u Bagdad gdje je i danas sjedište čitave Kaldejske katoličke Crkve. 
Pored Bagdadske patrijaršije, postoje još pet nadeparhija u Basri, Kirkuku, Erbilu, Teheranu i Urmiji (spojena sa Salmasom) i sedam eparhija u Alepu, Alkašu, Amadiji, Akri, Bejrutu, Mosulu i Zahu). Kaldejci se drže drevne liturgije pretkalcedonske Crkve po tradiciji svojih svetaca Fadeja i Maria.
Današnji patrijarh Kaldejske katoličke Crkve je Louis Rafael I. Sako.
Katedrala sv. Josipa u Ankawi stolna je crkva kaldejske katoličke nadbiskupije Erbil.

## Poveznice
- Asirska Crkva istoka
- Sirska katolička Crkva
- Louis Rafael I. Sako

## Vanjske poveznice
- The Chaldean Catholic Church (engl.)